# Meuniers Orinx

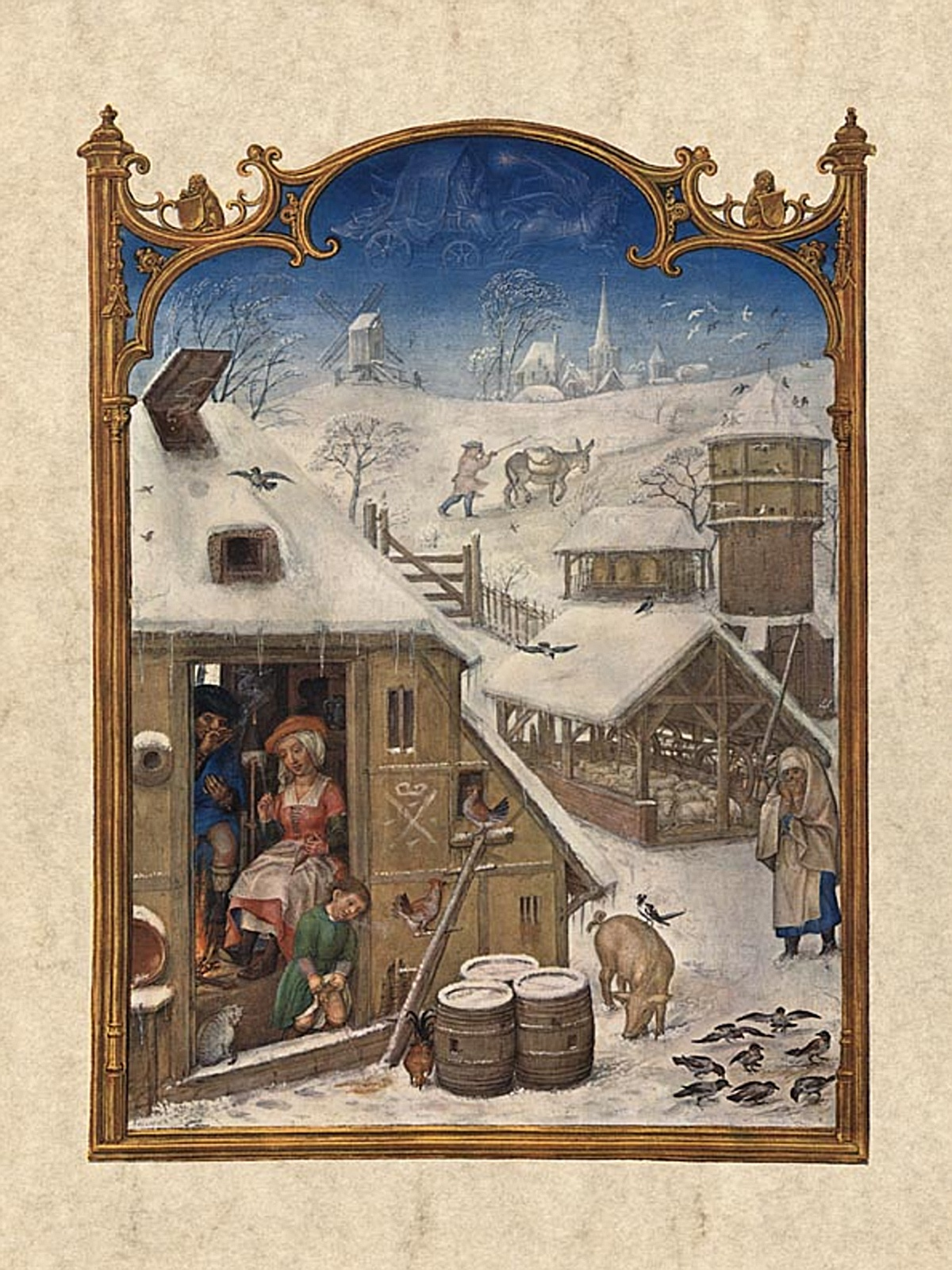
Miniature flamande (1510) avec un moulin à vent (au fond).La famille d'un paysan est représentée d'une façon naturaliste. Bréviaire Grimani

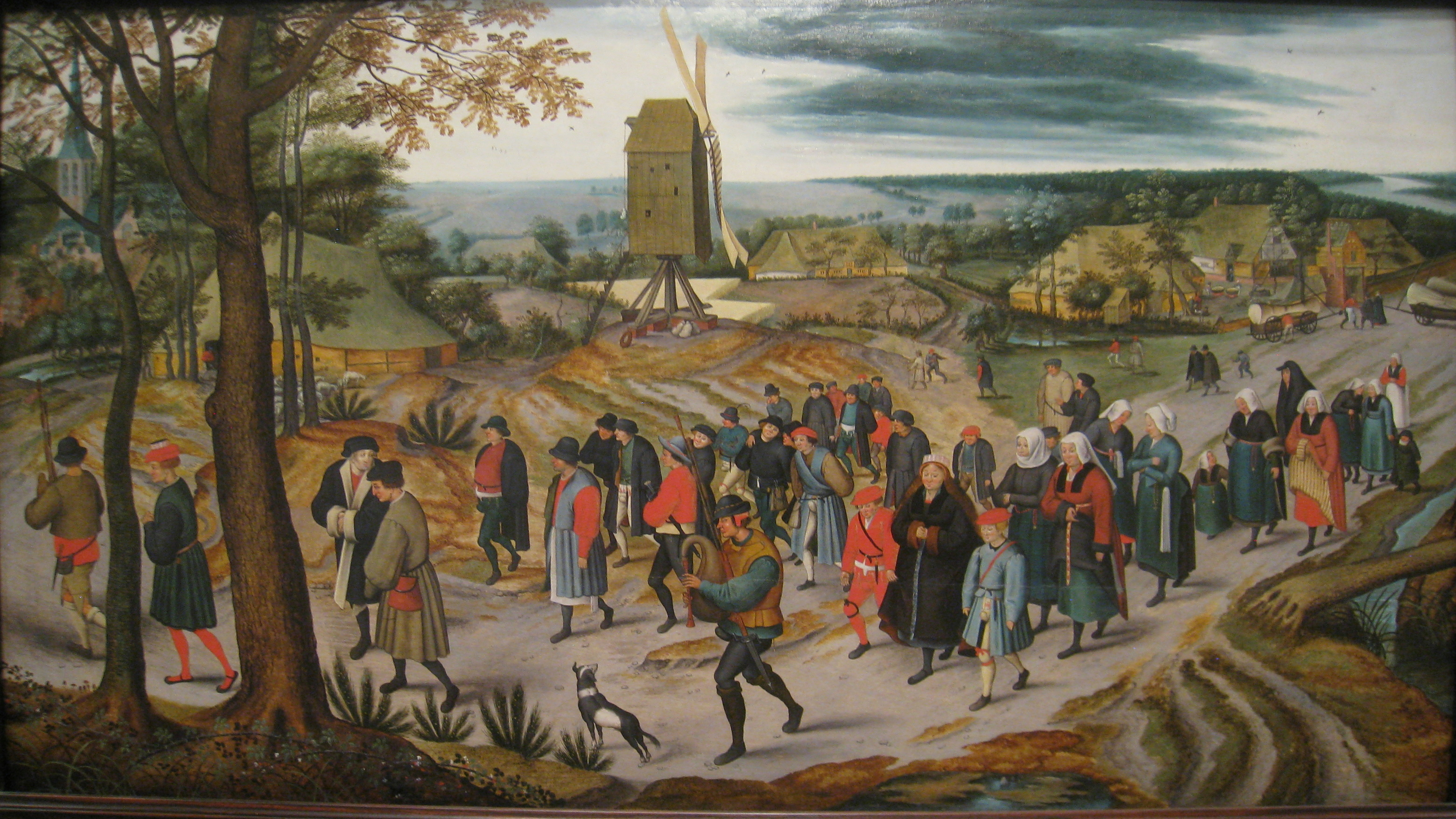
Cortège de mariage, 1623, de Pieter Brueghel le Jeune(1564-1637)

Orinx, à bien des égards orthographiés aussi comme des Orins, Oriens, Oreins, Orens, Orrens, Orenge et même Orange, était une famille de meuniers notoires actifs pendant plusieurs siècles dans le Payottenland, mais aussi dans la partie adjacente du Brabant-Wallon, du Hainaut, et de la Flandre Orientale.

## Signification du nom

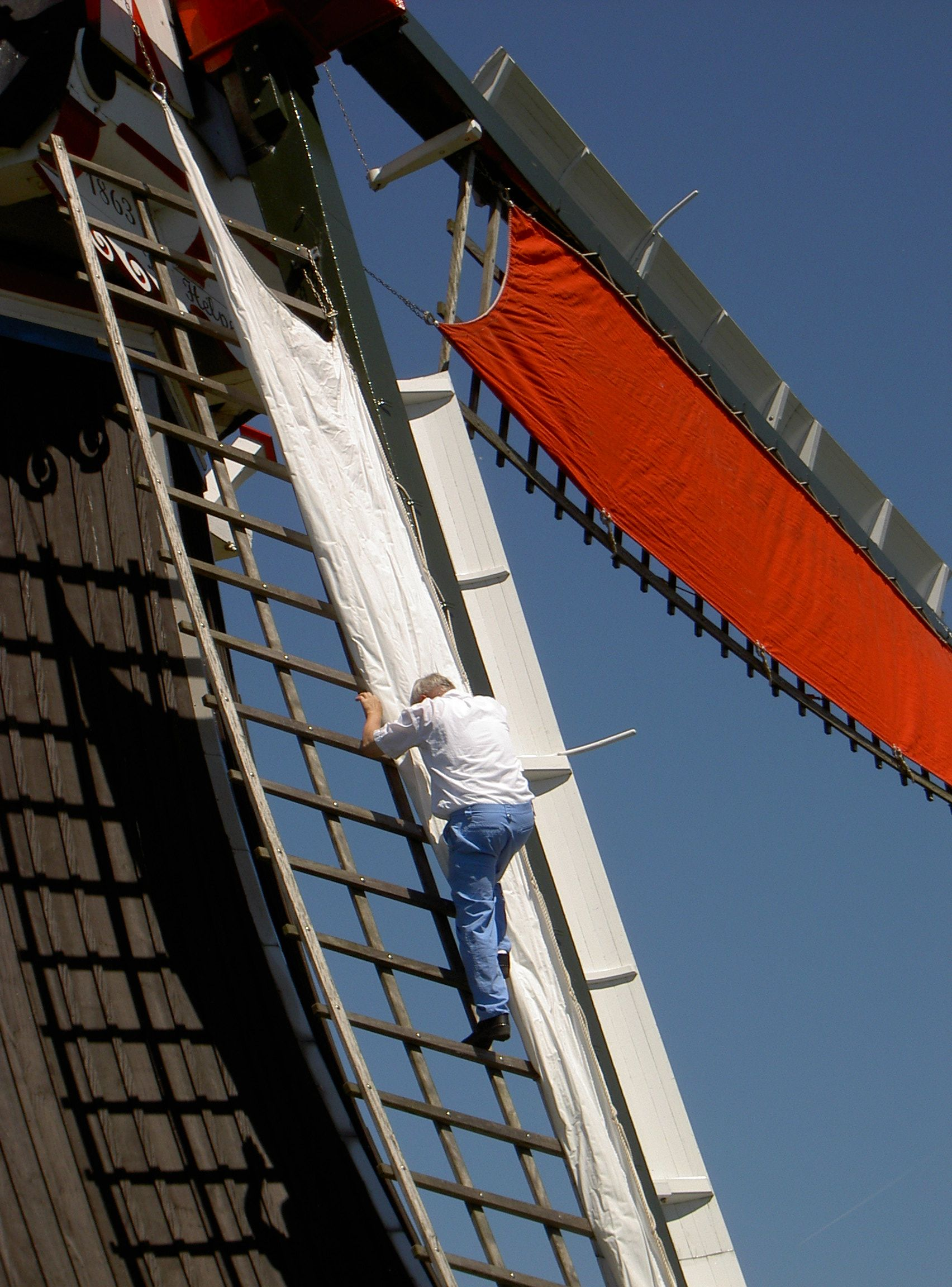
Meunier fixant la voile

Selon le Dr Joseph Van Overstraeten(1896-1986), l’explication la plus probable du nom viendrait du mot moyen néerlandais « oorrinc », c'est-à-dire boucle d’oreille.Ce serait le surnom d’une personne qui portait une boucle d’oreille frappante ou fabriquant des boucles d’oreilles. Il y a moins de chance pour une mutilation du mot moyen néerlandais « horic », c'est-à-dire l’angle, à savoir coin perdu du village.
Le Dr. François De Brabandere, secrétaire général de la Commission royale de toponymie et de dialectologie se tient au toponyme  «horik» ou « coin perdu du village ».

## Les causes des orthographes différentes
Les principales sont :
- Le faible taux d'alphabétisation[5] de la population existante. La scolarité obligatoire[6] n'est apparue  en Belgique qu'en 1914, et elle ne fut mise en application qu’à partir de 1919;
- L'utilisation de dialectes;
- L'existence de plusieurs langues avec pour conséquence que la prononciation du nom Orinx se corrompt en Orins, Oreins...

Simon Orinx (1757-1820)(entre autres)  est à l' origine de cette confusion. En 1795 la Belgique est annexée par la République française. On introduit donc ici l'état civil. Les registres de naissance seront laïcisés (antérieurement les paroisses en étaient les gardiennes lors des baptêmes, mariages et funérailles). À la naissance on devra dorénavant présenter l'enfant physiquement au représentant de l'ordre  établi.
Le premier enfant de Simon est enregistré sous le nom de Anne-Marie «Orinckx», lui-même signe avec une croix, comme d'habitude chez les analphabétes.
Le deuxième est enregistré sous le nom d'Antoinette «Orix», et Simon signe «Orinx» d'une façon maladroite. En 1808 (sous le régime néerlandais) le nom d'Antoinette Orix évoluera en «Orinx», à la suite d'une décision du Conseil d'État (Belgique). L'erreur est donc rectifiée.
Le troisième est nommé Jeanne «Orickx», Simon continue à signer Orinx. Le quatrième est Jeanne-Petronelle «Orickx», mais décède à peine agé d'un mois. Les enfants suivants, Pétronille, Jean et Felix reçoivent comme patronyme «Orinx». Le cadet sera Jean Alexandre «Orincx».

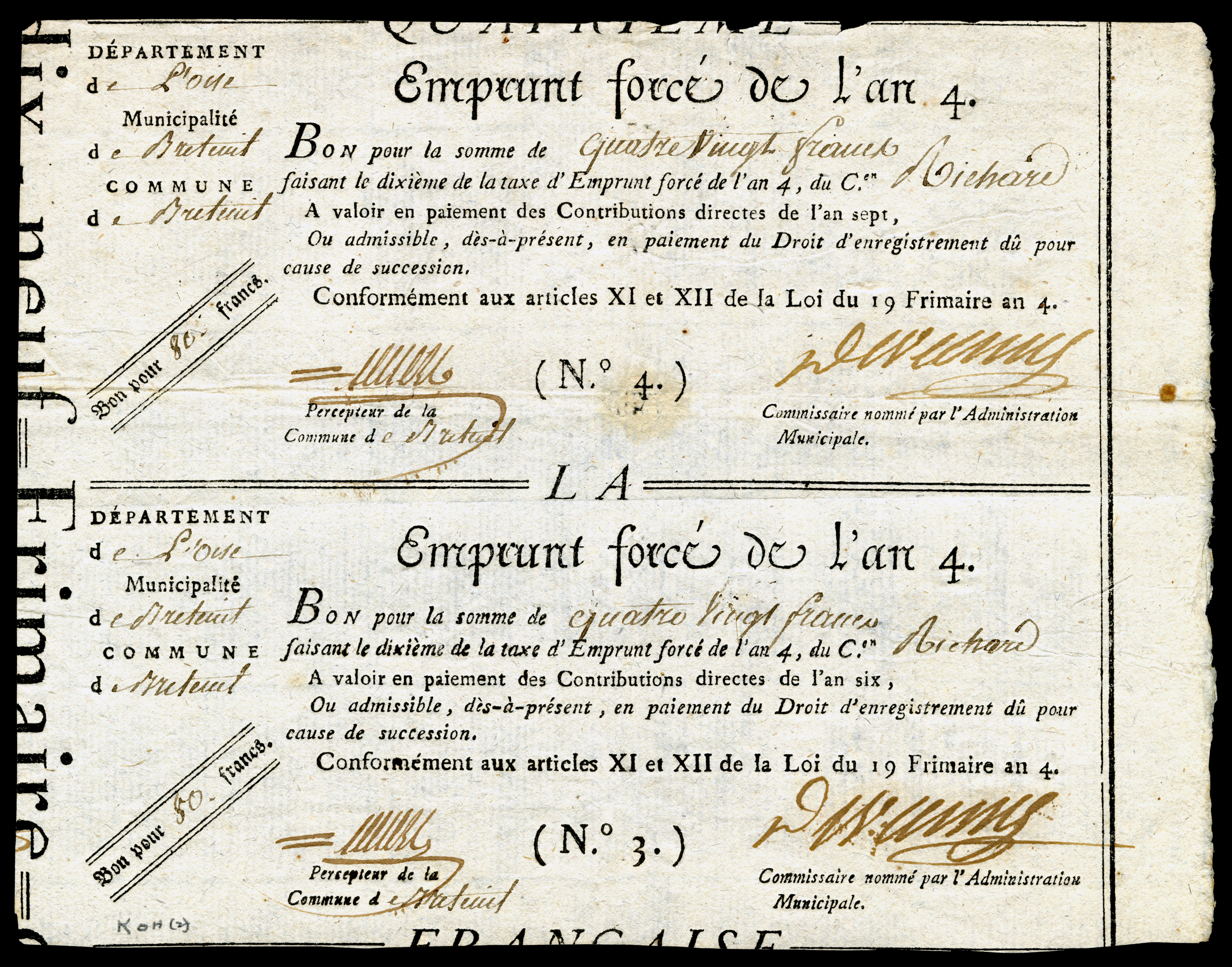
Emprunt forcé de l'an 4

En l'an 4 du calendrier républicain français (1795), les riches de chaque commune ont été contraints de prêter une certaine somme à l'administration française : "l'emprunt forcé", en fonction de l'importance de leur fortune estimée. Cette somme devait être payée en espèces (pièces d'or ou d'argent) et ils recevaient en contrepartie des assignats. Ils n'ont jamais été remboursés. A Asse, le notaire P.J. Van Innis est en tête de liste, à la place 36 le médecin P. Van Overloop, Simon Orinx à la place 47 et le curé J. Van der Saecken à la place 54.

## La répartition géographique des patronymes en Belgique

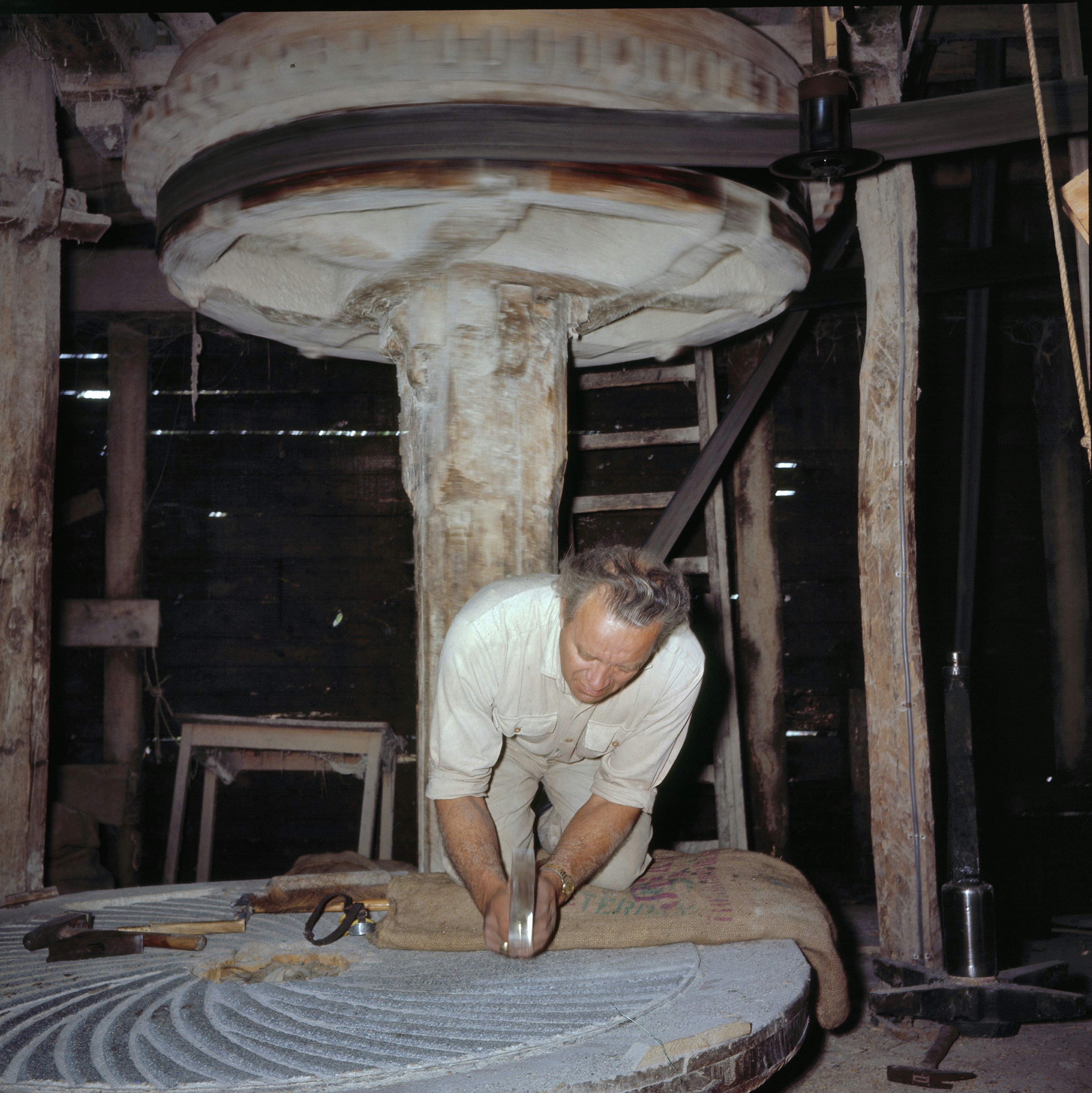
Meunier aiguisant une meule.

Sur le site du Registre national belge il est possible de répérer  la répartition  géographique des patronymes. Les données sont basées sur le régistre de l'Etat de 2008.
| Orthographe | Total | Commune (ville) avec les plus nombreux | deuxième plus nombreux |
| ----------- | ----- | -------------------------------------- | ---------------------- |
| Orinx       | 75    | Asse (Belgique)                        | Bruxelles (Brussel)    |
| Orins       | 36    | Markedal                               | Kluisbergen            |
| Oreins      | 35    | Dour                                   | Wavre (Waver)          |
| Oriens      | 1     | Bruxelles-Brussel                      | -                      |
| Orincx      | 1     | Asse                                   | -                      |
| Horrix      | 40    | Maasmechelen                           | -                      |
| Horinckx    | 21    | Bruxelles-Brussel                      | Assenede               |
| Horicx      | 14    | Opwijk                                 | Merchtem               |
| Horicks     | 6     | Bruxelles (Brussel)                    | Wavre (Waver)          |
| Hoorickx    | 21    | Bruxelles (Brussel)                    | Assenede               |

Au XVIIIe siècle il y avait au Hainaut un nombre de personnes qui s'appelaient Orenge.
Les Orinx... à Bruxelles sont la plupart originaires du Payottenland. Il y a aussi des Orinx... dans le Nord de la France.

## Répartition géographique des moulins où un meunier Orinx/Orins était actif

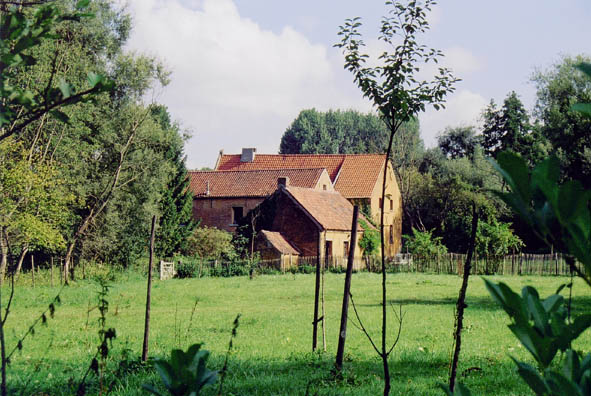
Moulin de Asbeek, Asse. Simon Orinx (1757-1820) en fut le meunier. Il est l'ancêtre des Orinx d'Asse.
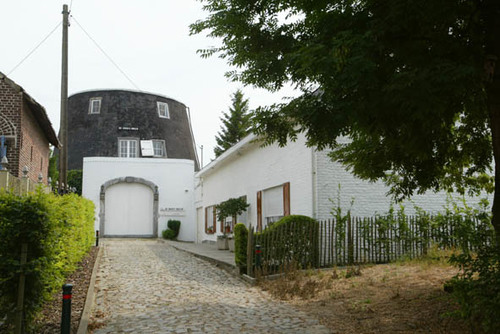
Le moulin Noir et l'ancienne maison du meunier, Elingen.
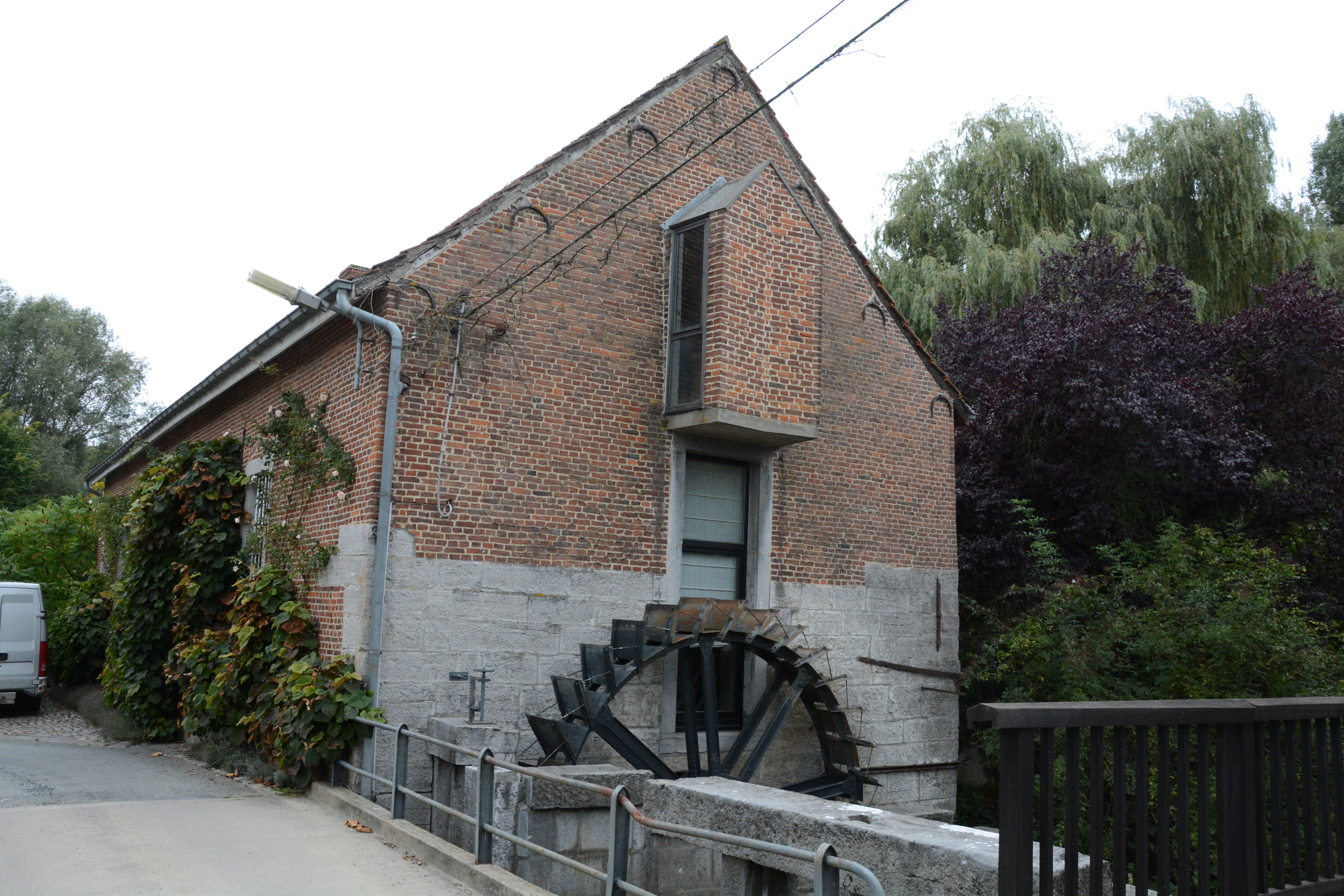
Moulin de Boes, Hérinnes.
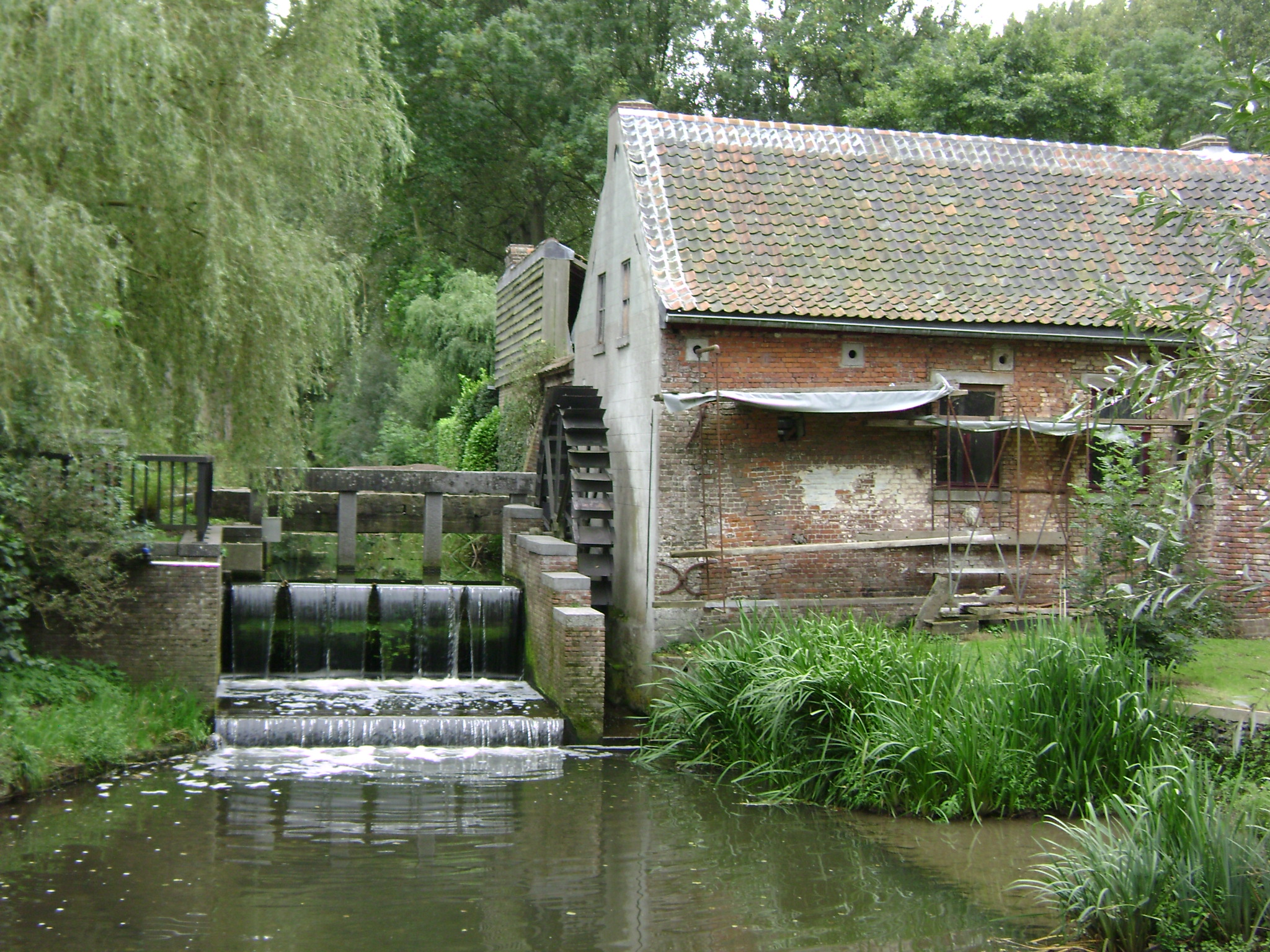
Moulin de Hérinnes, Hérinnes .
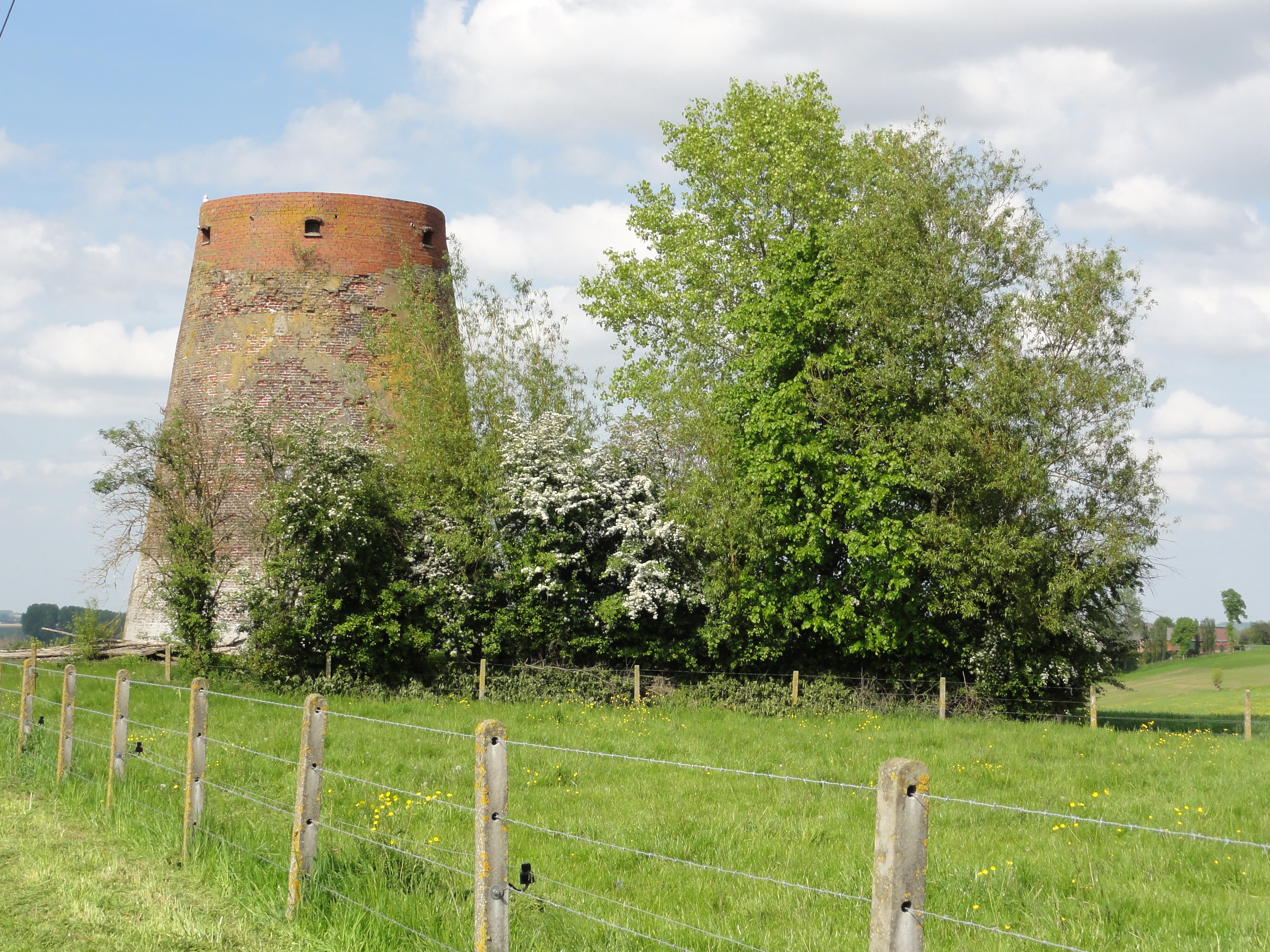
Moulin du Plankenveld, Hoorebeke-Sainte-Marie.
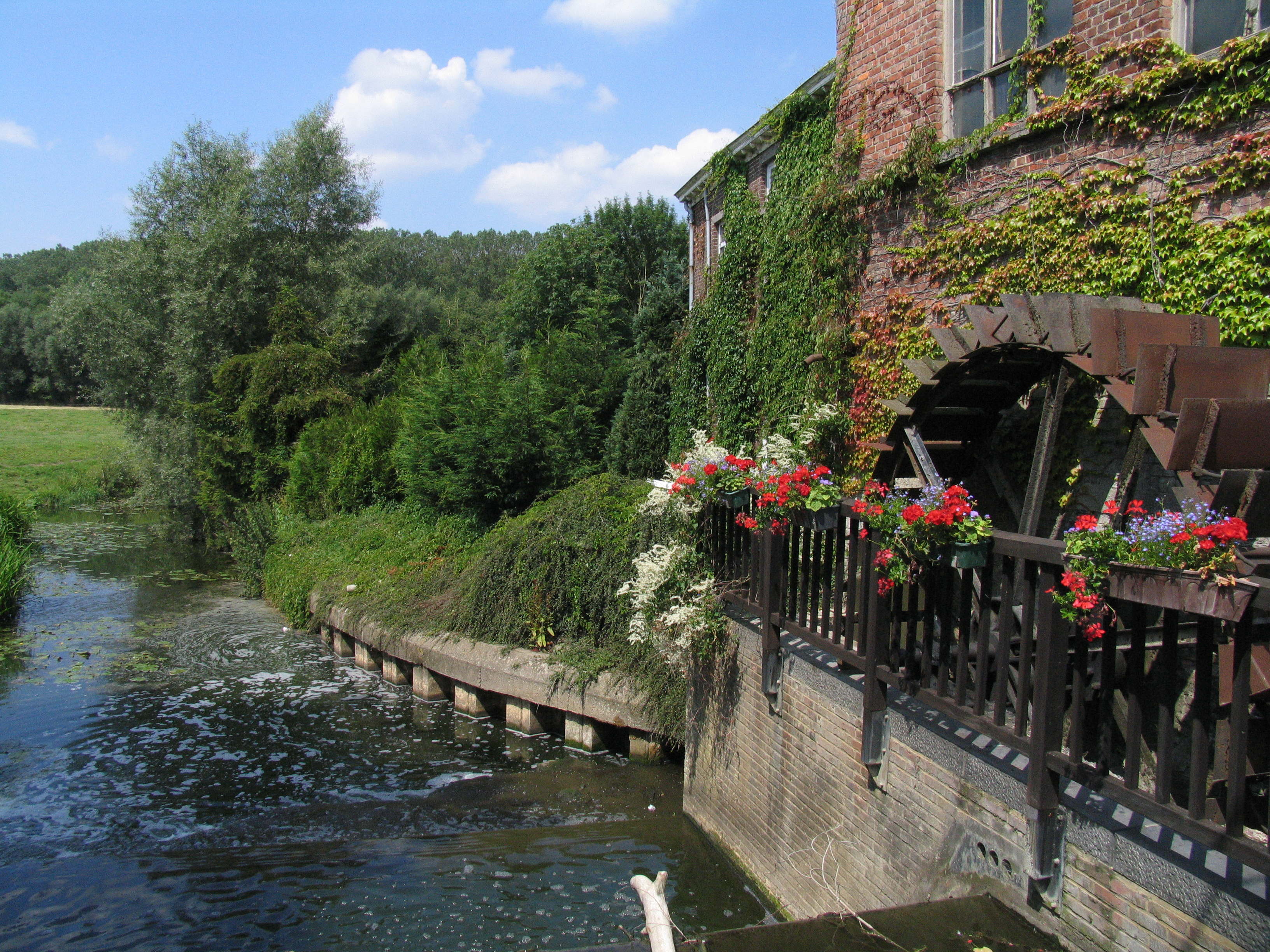
Moulin de Heetvelde, Tollembeek.
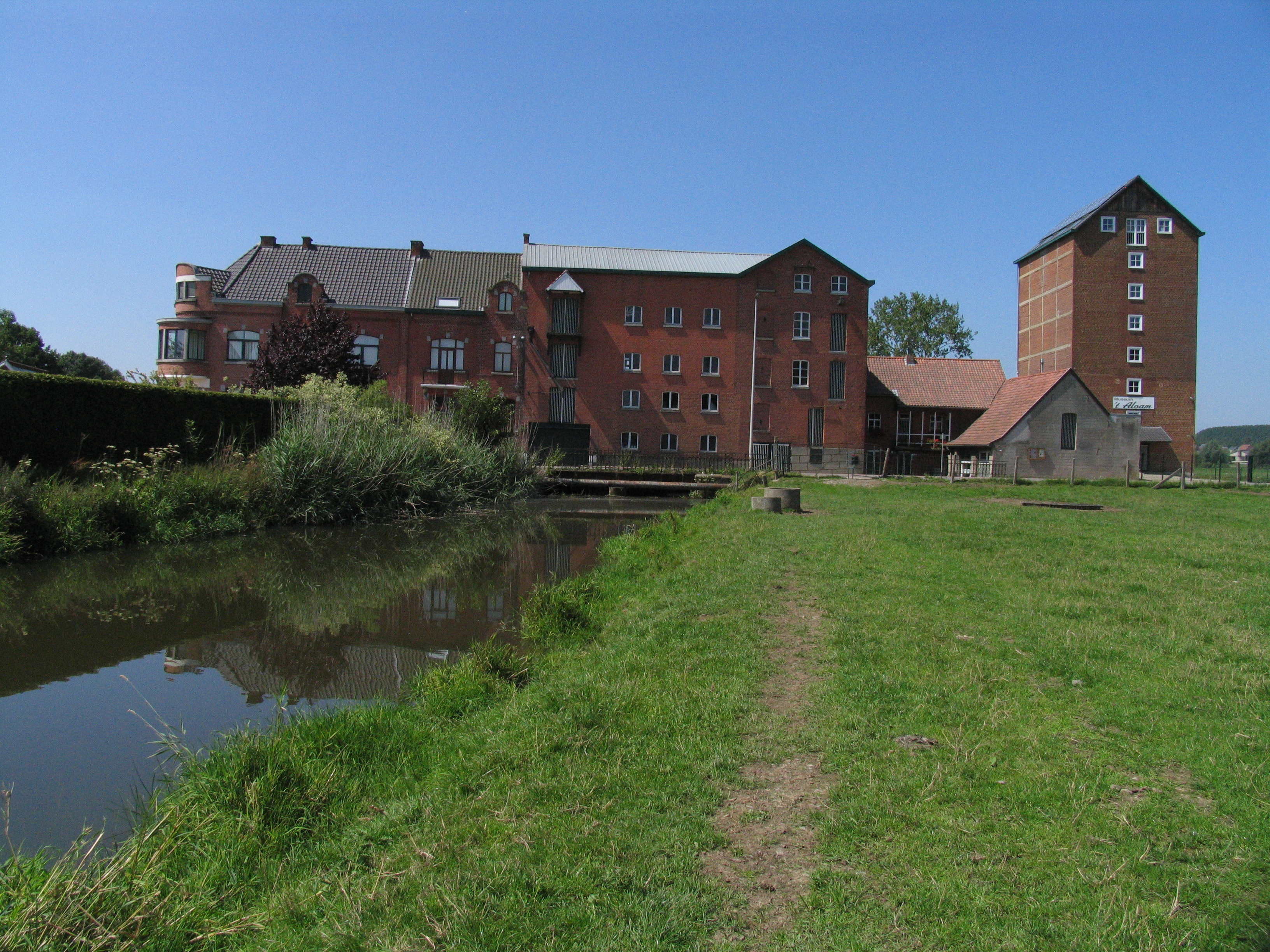
Moulin de Mertens, Viane.

Les plus anciens meuniers Orins/Orinx , dont il existe des documents, étaient actifs dans la commune de Hoves (Hainaut) dont un certain Jean Hoerix vers 1645. Ils se sont ensuite répandus principalement dans le sud du Payottenland, le nord du Pajottenland en Flandre-Orientale, dans le Brabant Wallon et dans la Province de Hainaut. Les meuniers étaient actifs en tant que propriétaires ou locataires. Dans l'Ancien régime (féodalisme), les droits de vent et les droits de barrage (droits d'eau) n'appartenaient qu'aux propriétaires terriens et aux institutions spirituelles. Ce n'est qu'après la Révolution française que les citoyens ordinaires (riches) ont pu créer des moulins à vent et à eau. Une cinquantaine de meuniers et de meuniers apparentés ont été localisés pour une vingtaine de moulins

### Meuniers du Payottenland[8]
| Lieu nom francophone | Lieu nom néerlandophone | Moulin                       | Existant/Disparu | Periode           | Meunier                     |
| -------------------- | ----------------------- | ---------------------------- | ---------------- | ----------------- | --------------------------- |
| Assche,              | Asse                    | Moulin d'Asbeek (eau)        | Existant         | 1820              | Simon Orinx                 |
| Bellingen (Belgique) | Bellingen               | Moulin de Bellingen (eau)    | Disparu          | 1818              | Joannes-Baptista Orincx     |
| Biévène              | Bever                   | Moulin de Broek (vent)       | Disparu          | 1650              | Paul Orins                  |
| Brages               | Beert                   | Moulin de Kattenhol (vent)   | Disparu          | 1725 - 1771       | Jan-Baptist Orins           |
| Brages               | Beert                   | Moulin de Kattenhol          | Disparu          | 1796 - 1832       | Nicolas Orens               |
| Bellingen (Belgique) | Bellingen               |                              | disparu          | 1818              | Jean Baptiste Orinx         |
| Elingen              | Elingen                 | Le moulin Noir (vent)        | Existant         | 1842-1846         | Jan-Baptist Orins           |
| Haute-Croix          | Heikruis                | ?                            |                  | ca 1740           | Joannes-Baptist Orins       |
| Haute-Croix          | Heikruis                | ?                            |                  | ca 1850           | Petrus Orincxs              |
| Haute-Croix          | Heikruis                | ?                            |                  | 1857              | Thomas-François Orins       |
| Herfelingen          | Herfelingen             | Moulin du Risoir (vent)      | Disparu          | 1690 -1745        | Jan-Baptist II Orins        |
| Herfelingen          | Herfelingen             | Moulin du Risoir             | Disparu          | fin 19e siècle    | Jozef Orins                 |
| Herfelingen          | Herfelingen             | ?                            |                  | ca 1801           | Andreas Orincx              |
| Herfelingen          | Herfelingen             | ?                            |                  | ca 1810           | Joannes-Baptista Orinx      |
| Hérinnes             | Herne                   | Moulin de Boes (eau)         | Existant         | ca 1630           | Adrien Orins                |
| Hérinnes             | Herne                   | Moulin de Boes               | Existant         | ca 1635           | Paul Orins                  |
| Hérinnes             | Herne                   | Le moulin extérieur (vent)   | Disparu          | 1750- 1773        | Jean-François Orins         |
| Hérinnes             | Herne                   | le moulin de Breem (vent)    | Disparu          | 1862- 1872        | Nicolas Orins               |
| Hérinnes             | Herne                   | Le moulin en Trop (vent)     | Disparu          | ca 1834           | Franciscus Orins            |
| Hérinnes             | Herne                   | ?                            |                  | ca 1805           | Thomas Orins                |
| Hérinnes             | Herne                   | ?                            |                  | 1840              | Jozef Orins                 |
| Hérinnes             | Herne                   | ?                            |                  | 1845              | Bernard Orins               |
| Hérinnes             | Herne                   | le moulin de Herne (eau)     | Existant         | ca 1834           | Joannes Franciscus Orins    |
| Castre               | Kester                  | Moulin de Tomberg (vent      | Disparu          | 1730              | Arent Orins                 |
| Leeuw-Saint-Pierre   | Sint-Pieters-Leeuw      | Moulin de Rukkelingen (vent) | Disparu          | <1834             | Jan-Antoon Orins            |
| Oudenaken            | Oudenaken               | ?                            |                  | 1756-1828         | Andreas Orins               |
| Oudenaken            | Oudenaken               | Moulin d'Oudenaken (vent)    | Disparu          | ca 1800           | André Orincx                |
| Oudenaken            | Oudenaken               | Moulin d'Oudenaken           | Disparu          | 1801              | Jean-Baptiste Horinckx      |
| Oudenaken            | Oudenaken               | Moulin d'Oudenaken           | Disparu          | 1803 -1883        | Carolus-Ludovicus Orincx    |
| Oudenaken            | Oudenaken               | Moulin d'Oudenaken           | Disparu          | 1841 -1908        | Jean-Baptiste-Adolphe Orins |
| Oudenaken            | Oudenaken               | Moulin d'Oudenaken           | Disparu          | 1842              | Eugene Orins                |
| Pepingen             | Pepingen                | Moulin de Beringen (eau))    | Disparu          | 1843              | Joannes Baptista Orins      |
| Saint-Pierre-Capelle | Sint-Pieters-Kapelle    | Le vieux moulin (vent)       | Disparu          | 17e et 18e siècle | ...Orins                    |
| Tollembeek           | Tollembeek              | Moulin de Herout (vent)      | Disparu          | <1829             | Theodoor Orins              |
| Tollembeek           | Tollembeek              | Moulin de Heetvelde (vent)   | Disparu          | 1728 -1804        | Judocus Orinx               |
| Tollembeek           | Tollembeek              | ?                            |                  | 1718              | Arnold Orinx                |
| Tollembeek           | Tollembeek              | ?                            |                  | ca 1700           | Joannes Antonius Orins      |
| Tollembeek           | Tollembeek              | ?                            |                  | 1722              | Jan Baptist I Orinx         |
| Vollezele            | Vollezele               | ?                            |                  | 1862              | ...Orins-Vandermijnsbrugge  |

### Meunier dans d'autres régions[8]
| Lieu nom francophone   | Lieu nom néerlandophone | Province          | Moulin                                   | Existant/Disparu | Période                  | Meunier             |
| ---------------------- | ----------------------- | ----------------- | ---------------------------------------- | ---------------- | ------------------------ | ------------------- |
| Bassilly               | Zullik                  | Hainaut           | Moulin du Chêne Saint-Christophe (vent)  | Disparu          | 1635-1654                | Paul Orincx         |
| Cambron-Saint-Vincent  | Cambron-Saint-Vincent   | Hainaut           | Moulin du Châpitre de St.-Vincent (eau)  | Existant         | ca. 1690                 | Paul Orins          |
| Chièvres               | Chièvres                | Hainaut           | Moulin de Neuville (eau).                | Existant         | ca. 1720                 | Paul Orins          |
| Deux-Acren et Gibecq   | Twee-Akren et Gibeek    | Hainaut           | ?                                        |                  | 1794-1855                | Jan Baptist Orins   |
| Enghien                | Edingen                 | Hainaut           | ?                                        |                  | ca 1680                  | Francis Orinckx     |
| Enghien                | Edingen                 | Hainaut           | ?                                        |                  | ca 1750                  | J.F. Orins          |
| Ghoy                   | Ghoy                    | Hainaut           | ?                                        |                  | ca. 1770                 | Henri Paul Orens    |
| Gibecq                 | Gibeek                  | Hainaut           | Moulin de Gibecq (vent)                  | Disparu          | ca 1818                  | Jean-Theodore Orins |
| Escornaix              | Schorisse               | Flandre-Orientale | Moulin du Risoir, Bois du Risoir (vent)) | Disparu          | °1794 (Deux-Acres) †1871 | Jan-Baptist Orins   |
| Escornaix              | Schorisse               | Flandre-Orientale | Moulin du Risoir, Bois du Risoir         | Disparu          | 1857                     | Leopold Orins       |
| Escornaix              | Schorisse               | Flandre-Orientale | Moulin du Risoir, Bois du Risoir         | Disparu          | 1857-1908                | Jan-Baptist Orins   |
| Escornaix              | Schorisse               | Flandre-Orientale | Moulin du Risoir, Bois du Risoir         | Disparu          | 1873 -1946               | Petrus Orins        |
| Escornaix              | Schorisse               | Flandre-Orientale | Moulin du Risoir, Bois du Risoirt        | Disparu          | 1944                     | René Orins          |
| Escornaix              | Schorisse               | Flandre-Orientale | Moulin du Risoir, Bois du Risoir         | Disparu          | 1975-1980                | Robert Orins        |
| Essche-Saint-Liévin    | Sint-Lievens-Esse       | Flandre-Orientale | Moulin du Biezelenberg (vent)            | Disparu          | 1824                     | Jan-Baptiste Orins  |
| Essche-Saint-Liévin    | Sint-Lievens-Esse       | Flandre-Orientale | Moulin du Biezelenberg                   | Disparu          | 1855                     | Theodoor Orins      |
| Essche-Saint-Liévin    | Sint-Lievens-Esse       | Flandre-Orientale | Moulin du Biezelenberg                   | Disparu          | 1833-1873                | Leopold Orins       |
| Hoorebeke-Sainte-Marie | Sint-Maria-Horebeke     | Flandre-Orientale | Moulin de Plankeveld (vent)              | Existant         | 1869                     | Hubert Orins        |
| Hoves                  | Hove                    | Hainaut           | Moulin de Hoves (vent)                   | Disparu          | ca 1674                  | Jean Orins          |
| Lessines               | Lessen                  | Hainaut           | Moulin à eau (eau))                      |                  | 1770                     | Henri-Paul Orins    |
| Monstreux              | Monstreux               | Brabant Wallon    | Moulin de Monstreux (eau)                | Disparu          | 1778                     | P.J. Oreins         |
| Naast                  | Naast                   | Hainaut           | ?                                        |                  | ca. 1650                 | Paul Orins          |
| Thines                 | Thines                  | Brabant Wallon    | ?                                        |                  | 1840                     | H. Oreins           |
| Silly                  | Opzullik                | Hainaut           | Moulin du Prince (vent)                  | Disparu          | 1658                     | Paul Orins          |
| Viane                  | Viane                   | Flandre-Orientale | Moulin de Mertens (eau)                  | Existant         | 1810                     | Theodoor Orins      |
| Viane                  | Viane                   | Flandre-Orientale | Moulin du Kasteelberg (vent)             | Disparu          | 1810                     | Theodoor Orins      |

## Les meuniers apparentés
Les meuniers apprenaient d'habitude le métier de père en fils. Mais chaque meunier n'avait pas la possibilité de pourvoir un emploi pour chaque fils. Il faisait alors appel à ses collègues, qui les embauchaient avec plaisir car ils avaient un minimum de formation. Comme ils devaient résider chez leur patron ils avaient l'occasion de faire connaissance  avec ses filles. Plusieurs mariages se conclurent.
| Nom                 | moulin                       | Lieu nom francophone | Lieu nom néerlandophone | parenté   | avec               | année     |
| ------------------- | ---------------------------- | -------------------- | ----------------------- | --------- | ------------------ | --------- |
| Mahie C.            | moulin de Koereit (vent)     | Assche,              | Asse                    | oncle     | Ludo Orincx        | 1890      |
| Van Overstraeten A. | ?                            | Assche,              | Asse                    | mari      | Johanna Orins      | 1892      |
| Van Horenbeeck H.   | ? 4e section 97              | Assche,              | Asse                    | mari      | Antonia Orinx      | 1828      |
| Walraevens N.       | moulin du Katenhol (vent)    | Brages               | Beert                   | beau-père | J.B.Orincx         | <1768     |
| Nerinckx J.B.       | moulin du Katenhol           | Brages               | Beert                   | mari      | Catharina Orins    | 1833      |
| Van Lierde F.       | ?                            | Denderwindeke        | Denderwindeke           | beau-père | J.B. Orinx         | † 1747    |
| Van Overstraeten G. |                              | Elingen              | Elingen                 | beau-père | Joanna Orins       | 1860      |
| De Bilde J.         | moulin du Risoir (vent)      | Escornaix            | Schorisse               | beau-fils | J.B. Orins         | 1847-1856 |
| De Bilde E.         | moulin du Risoir             | Escornaix            | Schorisse               | beau-fils | J.B. Orins         | 1847-1856 |
| Thiels M.           | le moulin Extérieur (vent)   | Hérinnes             | Herne                   | mari      | Orins              | 1846      |
| Van Lierde J.B.     | moulin de Tomberg (vent)     | Castre               | Kester                  | beau-père | Adolphe Orins      | 1773-1835 |
| Van Ingelgem J.F.   | ?                            | Mazenzele            | Mazenzele               | beau-père | Eugenius L. Orincx | 1880      |
| Wyvekens J.F.       | Moulins d'Arenberg (eau)     | Rebecq-Rognon        | Roosbeek                | fils      | A.M.Orins          | 1692-1773 |
| Goossens J.         | ?                            | Lennik-Saint-Martin  | Sint-Martens-Lennik     | beau-père | Fr. L. Orins       | 1903      |
| Van Cutsem C.       | moulin de Rukkelingen (vent) | Leeuw-Saint-Pierre   | Sint-Pieters-Leeuw      | mari      | Catharina Orins    | 1825-1849 |
| Vincart A.          | moulin de Rukkelingen        | Leeuw-Saint-Pierre   | Sint-Pieters-Leeuw      | mari      | Maria Orins        | 1853      |
| Mangelschots P.     | moulin de Rukkelingen        | Leeuw-Saint-Pierre   | Sint-Pieters-Leeuw      | beau-père | Maria Orins        | 1838      |
| Van Lierde D.       |                              | Leeuw-Saint-Pierre   | Sint-Pieters-Leeuw      | beau-fils | Maria Orins        | 1853      |
| Van Dalem J.        | moulin du Kouter (vent)      | Schepdael            | Schepdaal               | mari      | Maria Orins        | 1808      |
| De Vroede J.        | ?                            | Tollembeek           | Tollembeek              | beau-père | Arnold Orins       | ca 1680   |

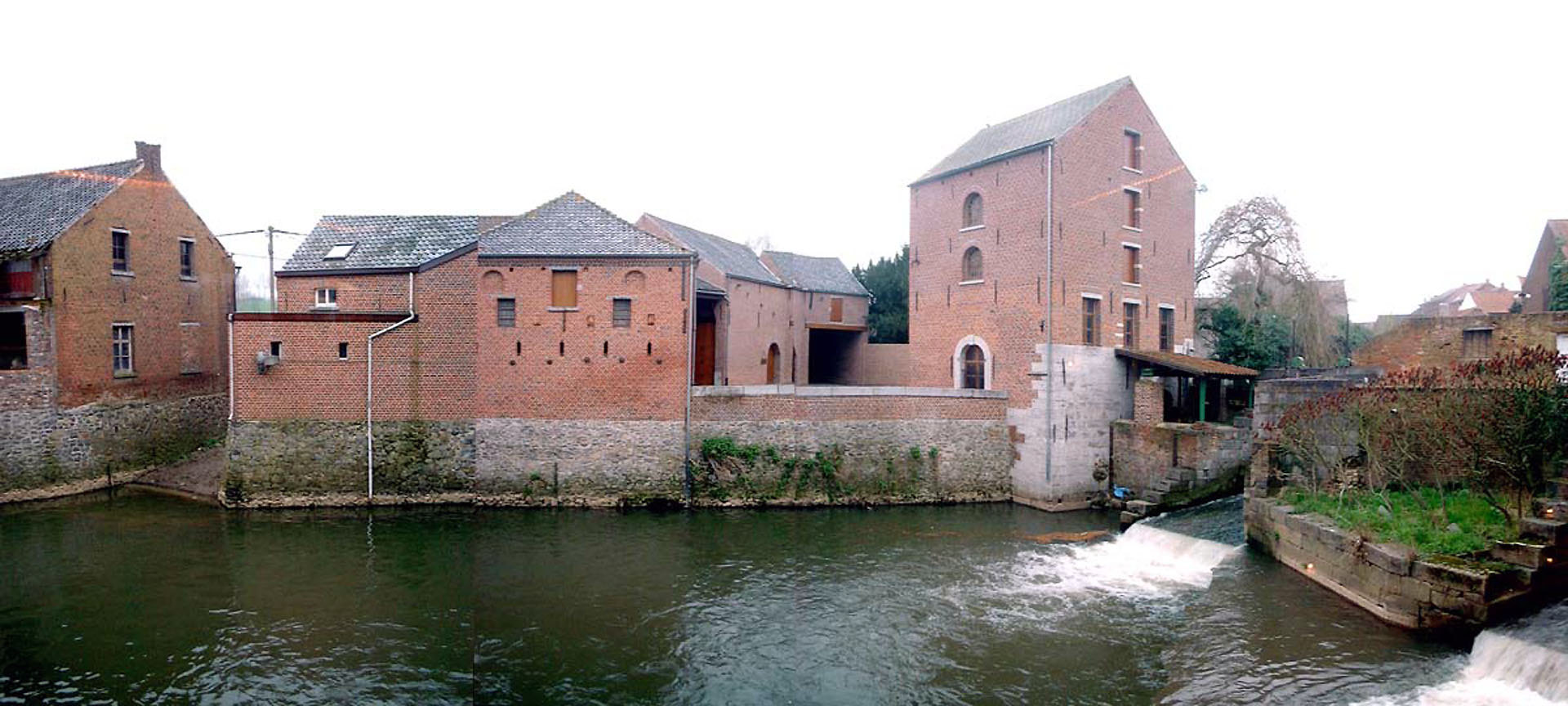
Le petit moulin d'Arenberg, Rebecq.
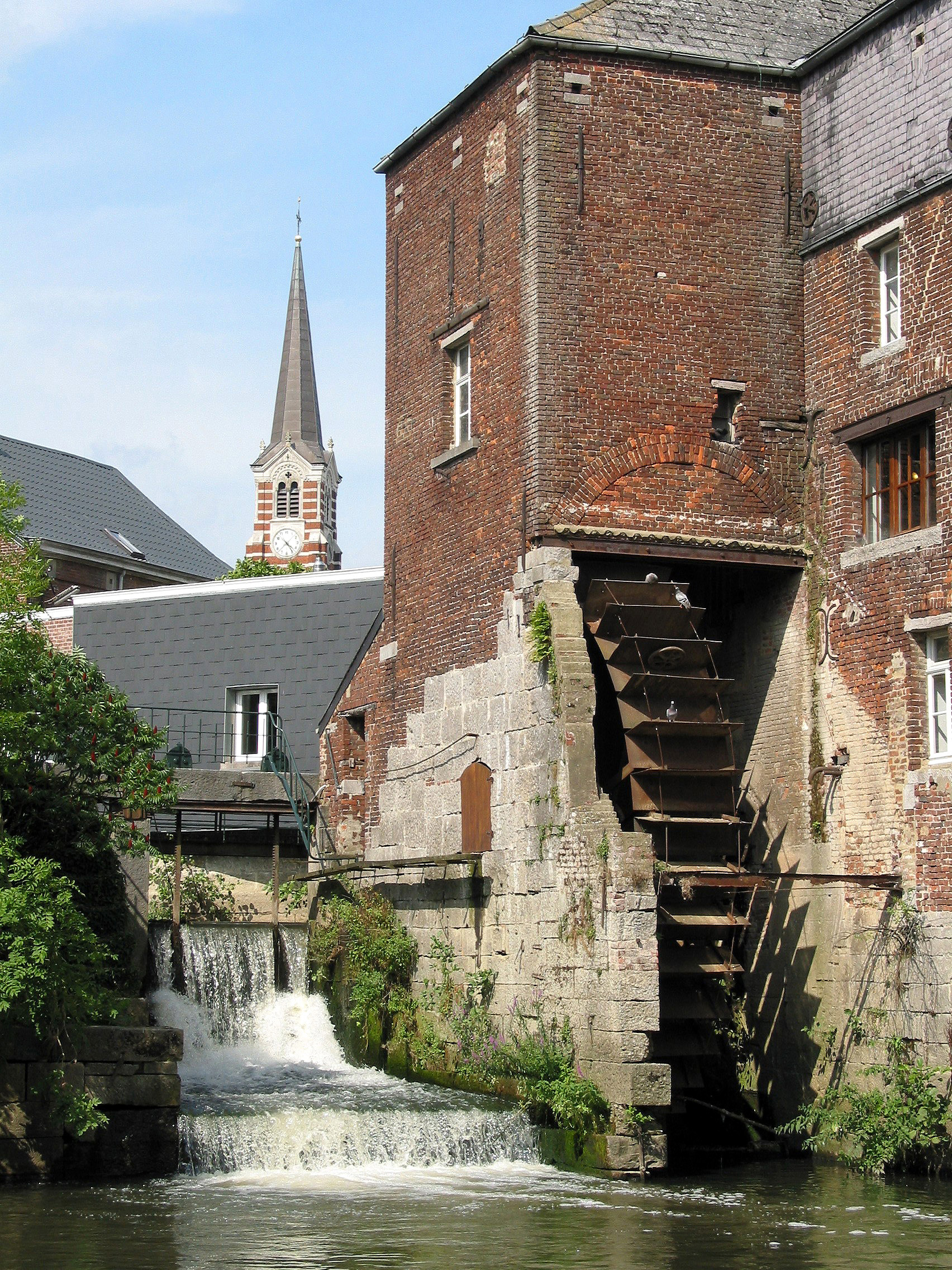
Le grand moulin d'Arenberg, Rebecq. (notez les pigeons sur les aubes)

## Sources
- Registre National Belge, rechercher des personnes
- Rechercher mes ancêtres
- Recherche de Significations et Distribution de 26 Millions de Noms de Famille
- De nog bestaande molens in het Belgisch molenbestand|Fichier des moulins belges existants(nl)
- Verdwenen molens in het Belgisch molenbestand|Fichier des moulins belges disparus(nl)
- Patrimoine immobilier - monument (nl)
- Meuniers Orinx-Orins (nl)
- Peremans J., Orins (famille), H.O.L.V.E.O, XX, p.268-269.
- Peremans J., Orins (famille), H.O.L.V.E.O., XXVIII, p.137-142.